# Елизаветовка (Краматорский район)
Елизаветовка (укр. Єлизаветівка) — село в Александровской поселковой общине Краматорского района Донецкой области Украины.

## Общие сведения
Население по переписи 2001 года составляло 106 человек. Почтовый индекс — 84010. Телефонный код — 6269.